# 試播集 (雙峰)
懸疑電視連續劇《雙峰》的試播集，又名“Northwest Passage”，於1990年4月8日星期日在ABC電視網首播。本集由該劇創作者馬克·佛洛斯特和大卫·林奇共同編劇，林奇本人執導。試播集講述了戴尔·库珀和哈里·S·杜鲁门二人調查受人喜爱的高中生劳拉·帕尔默之死的故事；库珀認為這起謀殺案與一年前發生的一起謀殺案有關。相较于第一季的其他集数，本集在尼尔森家庭收视率方面表现强劲，深受粉丝和评论家好评。

## 剧情
《双峰》是一部发生在华盛顿州西北部的小镇双峰镇的电视剧，故事始于一起令人震惊的事件：劳拉·帕尔默的尸体被人发现冲刷到河岸上，用塑料包裹着。不久后，又有人看到与帕尔默就读同一所高中的朗内特·普拉斯基在一座桥上漫无目的地行走，后来陷入昏迷。联邦调查局特工戴尔·库珀（凯尔·麦克拉克伦饰）受命调查此案，库珀相信帕尔默之死与一年前特雷莎·班克斯的死有关。他在劳拉的指甲下发现一张写有字母“R”的小纸片。他告诉治安官哈里·S·杜鲁门（麥可·安特金饰），在班克斯的指甲下，他发现了一个“T”。
与此同时，帕尔默的家人和朋友努力接受她死亡的事实，猜想着这到底是如何发生的。
库珀认为这是同一名凶手，于是展开正式调查。与此同时，叛逆的奥德丽·霍恩（雪琳·芬饰）破坏了她父亲本杰明·霍恩（理查德·贝梅尔饰）的一笔交易；杜鲁门治安官逮捕了帕尔默的男友博比·布里格斯（戴納·艾希布魯克饰），他暗地里与一名已婚女招待谢莉交往；帕尔默的挚友唐娜·海沃德（勞拉·弗林·博伊爾饰）和帕尔默的秘密男友詹姆斯·赫尔利（占士·馬素饰）发现彼此之间存在着吸引；而劳拉的母亲则被一个幻象吓到。
这一集有两个不同的结局，取决于观众观看的是哪个版本。美国版本以上述事件结束，由萨拉·帕尔默的噩梦画面收尾，画面中有一只手挖进地里，抓住劳拉的一半项链。
国际版本拍摄了额外20分钟的镜头，以防该剧没有被电视网选中，而是作为电视电影播出。里面有第一集的一些场景，其中萨拉发现在前一天检查劳拉的房间时有个男人藏在里面。还有第二集的结尾，库珀梦见自己与劳拉会面，以及有个用不连贯的声音与他交谈的神秘男子。还揭示了劳拉的凶手是谁。